# Rakovič
Rakovič je priimek več znanih oseb:
- Ermin Rakovič (*1977), nogometaš
- Jordan Rakovič (1684—?), rimskokatoliški duhovnik in teološki pisarelj
- Tinca Rakovič, flavtistka